# Kamienica Pod Okiem Opatrzności w Krakowie
Kamienica Pod Okiem Opatrzności (znana także jako Kamienica Gędzickich) – zabytkowa kamienica znajdująca się w Krakowie, w dzielnicy I przy ulicy Floriańskiej 6, na Starym Mieście.

## Historia
Pierwsza kamienica w tym miejscu została wzniesiona na przełomie XIV i XV wieku. W połowie XVI wieku była własnością kupca Walentego Cunradta, zaś na początku XVII wieku Matysa Jaszczurkowica, który sprzedał ją w 1616. Od 1628 należała do rodziny Szczypickich, a następnie do Gędzickich. W pierwszej ćwierci XVII wieku uległa zawaleniu. Przed 1728 na jej miejscu założono ogród, będący własnością rajcy Pawła Soldadiniego, później jego syna Franciszka i nieznanego z imienia Wytyszczkiewicza.
Nowa kamienica została wzniesiona w 1836 przez Jana i Elżbietę Sataleckich. Otrzymała ona klasycystyczną fasadę z godłem przedstawiającym oko opatrzności, od którego wzięła swoją nazwę. W tym samym czasie wzniesiono też jednopiętrową oficynę tylną. W 1853 na podwórzu wybudowano murowaną stajnię. W 1875 na zlecenie Mojżesza Kornbluma połączono obie oficyny i nadbudowano na nich drugie piętro.
1 marca 1966 kamienica została wpisana do rejestru zabytków. Znajduje się także w gminnej ewidencji zabytków.

## Architektura
Kamienica ma trzy kondygnacje. Fasada utrzymana jest w stylu klasycystycznym. Ma ona cztery osie. W jej centralnej części znajduje się ryzalit o szerokości dwóch osi z balkonem na wysokości pierwszego piętra. Okna pierwszego piętra ozdobione są gzymsami i fryzami z motywami roślinnymi. Budynek wieńczy attyka, w której środkowej części znajduje się gipsowe godło przedstawiające oko opatrzności, po którego obu stronach znajdują się, zwrócone w jego stronę, baranki.